# Чапультенанго
Чапультенанго (исп. Chapultenango) — малый город в Мексике, штат Чьяпас, входит в состав одноимённого муниципалитета и является его административным центром. Численность населения, по данным переписи 2020 года, составила 3498 человек.

## Общие сведения
Название Chapultenango с языка науатль можно перевести как укрепление кузнечиков.
Поселение было основано в конце XVI века для ассимиляции коренных жителей, а в 1590 году возведена церковь для евангелизации местного населения.
В 1778 году Чапультенанго насчитывал 279 жителей.
7 июля 1837 года вилья Чапультенанго упоминается как административный центр Северо-Западного района штата.